# Dale Crover
Pour les articles homonymes, voir Dale Crover (album).
Dale Crover (né le 23 octobre 1967 à Aberdeen (Washington)) est un batteur américain. Plus connu comme batteur des Melvins, il joue aussi dans The Men of Porn, et a joué un court moment avec Nirvana. C'est aussi le guitariste et chanteur de Altamont. Il a récemment participé au premier album du supergroupe Shrinebuilder en tant que batteur, aux côtés d'Al Cisneros, de Scott "Wino" Weinrich et de Scott Kelly (de Neurosis).

## Biographie
Crover a rejoint les Melvins à la batterie en 1984, à la suite du départ du batteur originel Mike Dillard. Fin 1985 Crover jouait de la basse dans Fecal Matter, un groupe qu'il avait formé avec Kurt Cobain et Greg Hokanson. Après le départ d'Hokanson, Cobain et Crover enregistrèrent Illiteracy Will Prevail sur un quatre titres en décembre 1985 dans la maison de la tante de Cobain. Crover jouait la basse et la batterie sur la démo. Fecal Matter se sépara en 1986.
Les performances scéniques de Crover ont inspiré nombre de batteurs dits « lourds ». Dale Crover, et peut-être Earl Hudson le batteur de Bad Brains, sont sans doute les deux plus influents et moins bien notés batteurs des années 1980 jusqu'à aujourd'hui. Les meilleurs morceaux de Crover sont indiscutablement contenus dans l'album Bullhead[réf. nécessaire] des Melvins, où sont capturés la profondeur, le volume, et les nuances subtiles qui font la marque de fabrique de Crover, avec sa batterie aux dimensions imposantes, tout comme le sont celles de son style de jeu.
Crover a joué de la batterie avec Nirvana pour la démo de 10 chansons enregistrée le 23 janvier 1988 aux Reciprocal Recording Studios à Seattle (Washington). Ces chansons ont été publiées de la manière suivante:
- Floyd the Barber, Paper Cuts et Downer — Bleach
- Downer, Aero Zeppelin, Beeswax, Hairspray Queen et Mexican Seafood — Incesticide
- If You Must et Pen Cap Chew — With the Lights Out
- Spank Thru — Pas de sortie officielle.

Nirvana et Crover donnèrent un concert de 14 chansons à Tacoma, Washington, le soir suivant l'enregistrement de la démo. Trois extraits du show — Downer, Floyd the Barber et Raunchola/Moby Dick — apparaissent sur With the Lights Out. Plus tard cette même année, Crover et son partenaire Buzz Osborne des Melvins déménagèrent à San Francisco, Californie.
Crover rejoint Nirvana durant une courte tournée sur la côte ouest avec Sonic Youth en 1990. Cette même année, Crover joua de la batterie sur une version démo de Drain You avec Cobain à la guitare et au chant et Krist Novoselic à la basse. La chanson apparait sur With the Lights Out.
En 1994, Crover forma le groupe Altamont avec Joey Osbourne et Dan Southwick du groupe Acid King. Il fut aussi marié durant un moment avec Lori S., chanteuse d'Acid King, mais ils divorcèrent.